# OR 게이트
| INPUT | INPUT | OUTPUT |
| A     | B     | A OR B |
| 0     | 0     | 0      |
| 0     | 1     | 1      |
| 1     | 0     | 1      |
| 1     | 1     | 1      |

OR 게이트(OR gate)는 논리합을 구현하는 디지털 논리 게이트이다. 진리표에서 입력 중 하나 또는 모두가 High이면 High를 출력하고 입력이 모두 Low이면 Low를 출력한다. 즉, OR은 효율적으로 2개의 이진 숫자 간 최댓값을 찾으며 상호 보완적인 AND는 최솟값을 찾는다.

## 기호
OR 게이트에는 2가지 기호가 있다: ANSI(미국식) 기호, IEC(유럽식) 기호. 이외에 DIN 기호가 있으나 현재는 사용이 권장되지 않는다. 더 자세한 정보는 논리 회로를 참조.
|               |          |          |
| MIL/ANSI 기호 | IEC 기호 | DIN 기호 |

## 구현
|  |  |  |  |

### 대안
특정한 OR 게이트를 이용할 수 없으면 아래 그림에 나온 구성처럼 NAND나 NOR 게이트에서 만들 수 있다. 어떠한 논리 게이트라도 NAND나 NOR 게이트의 조합을 통해 만들 수 있다.
| NAND 구성 | NOR 구성 |
| --------- | -------- |
|           |          |

## 같이 보기
- AND 게이트
- NOT 게이트
- NAND 게이트
- NOR 게이트
- XOR 게이트
- XNOR 게이트